# Synthemis tasmanica
Synthemis tasmanica – gatunek ważki z rodziny Synthemistidae.